# Чечулін Дмитро Миколайович
Дмитро Миколайович Чечулін (рос. Дмитрий Николаевич Чечулин; 9 (22) серпня 1901, Шостка — 29 жовтня 1981, Москва) — радянський архітектор, головний архітектор Москви (1945—1949), дійсний член Академії мистецтв СРСР (з грудня 1979), автор близько 40 книг, брошур, монографій і статей з питань архітектури, містобудування та проєктної справи. Герой Соціалістичної Праці (23.08.1976). Депутат Верховної Ради СРСР 2-го скликання.

## Життєпис
Народився в родині Миколи Олександровича та Ганни Іванівни Чечуліних. Батько був майстром-слюсарем Шосткинського порохового заводу та мав звання почесного громадянина. Мати працювала кравчинею та заробляла приватними замовленнями.
Початкову освіту Дмитро Чечулін здобув у церковнопарафіяльній школі, продовжив навчання у Шосткинському міському чотирикласному початковому училищі. У 1918 році вступив на хімічне відділення політехнічного технікуму (нині Хіміко-технологічний коледж імені Івана Кожедуба Шосткинського інституту Сумського державного університету) при Шосткинському заводі, де працював у вечірні зміни цеховим робітником, підмайстром, лаборантом та майстром, щоб підтримати родину після смерті батька в 1917 році. У ті ж роки служив у батальйоні, створеному для охорони заводу.
У 1921 році добровольцем зарахувався до Червоної армії, став заступником командира батальйону із політчастини та одночасно займався виготовленням наочної агітації. Командування, помітивши його здібності, відправило його здобувати профільну освіту до Москви.
У 1923 році вступив на архітектурний факультет Вищих художньо-технічних майстерень у Москві, займався в майстерні професора-конструктивіста Миколи Докучаєва, а потім перейшов до Олексія Щусєва.
У січні 1930 року захистив диплом у Вищому художньо-технічному інституті (утвореного на базі Вищих художньо-технічних майстерень) на тему «Будівлі для відомства з питань культури». Трохи раніше, в 1929 році за розподілом почав працювати в «Проєктцивілбуді» під керівництвом Григорія Бархіна та Євгена Шервінського. Через рік перейшов до Державного інституту проєктування міст, у відділ будівництва лікарень. Спільно із архітектором Гофманом-Пилаєвим побудував хірургічний корпус клінічної лікарні в Брянську, патолого-анатомічний корпус при клінічній лікарні у Воронежі, поліклініку імені Дзержинського в Москві, а також лікарні в Архангельську, Самарі, Дзержинську.
З вересня 1933 року працював у проєктній майстерні № 2 під керівництвом Щусєва. Брав участь у реалізації Генерального плану реконструкції Москви. У 1935 році Чечуліна призначили бригадиром майстерні № 2, а в 1937 році очолив цю майстерню. У 1937 році на І Всесоюзному з'їзді радянських архітекторів обраний членом президії правління Союзу радянських архітекторів. Голова Московського відділення Спілки архітекторів СРСР (1937—1942).
У роки німецько-радянської війни, обіймаючи посаду начальника проєктування міста Москви, організовував штаб маскування міста та командував воєнізованою ротою інженерної розвідки. З 1942 року очолював спеціальну комісію з відновлення зруйнованих будівель та споруд Москви. Член ВКП(б) з 1945 року.
У 1945—1949 роках — головний архітектор Москви. У вересні 1949 року ухвалою Ради міністрів СРСР «Про роботу архітекторів Чечуліна Д.М. та Ростковського О.К.» за зловживання Чечулін був знятий з усіх займаних адміністративних постів і відсторонений від усіх містобудівних проєктів, крім висотної будівлі в Зарядді, яка в результаті так і не була побудована.
У 1957 році відвідав КНР і спроектував Будинок радіо у Пекіні. Після повернення до СРСР працював начальником архітектурно-проєктної майстерні управління «Моспроєкт—1» Головного архітектурно-планувального управління комітету Московської міської ради депутатів трудящих. Займався проєктуванням типових проектів шкіл, лікарень та інших громадських установ Москви. У 1959 році Чечуліна призначили головним архітектором Всесвітньої виставки, яку планували прийняти у Москві до 50-річчя Жовтня 1967 року. Одночасно викладав архітектуру у Московському вищому художньо-промисловому училищі.
Помер 29 жовтня 1981 року в Москві. Похований на Новодівичому цвинтарі Москви.

## Нагороди та звання
- Герой Соціалістичної Праці (23.08.1976)
- Народний архітектор СРСР (1971).
- два ордени Леніна (6.09.1947, 23.08.1976)
- орден Жовтневої Революції (7.05.1971)
- два ордени Трудового Червоного Прапора (5.02.1939, 11.02.1957)
- орден Дружби народів (25.08.1981)
- орден «Знак Пошани» (16.09.1939)
- медаль «За трудову доблесть» (13.07.1940)
- медалі
- Сталінська премія першого ступеня (1941) — за архітектурні проєкти станцій «Київська» і «Комсомольська» Московського метрополітену імені Л. М. Кагановича.
- Сталінська премія другого ступеня (1949) — за архітектурний проєкт висотного житлового будинку на Котельницькій набережній.
- Сталінська премія (1953).

## Твори
- Станції Московського метрополітену.
  - Комсомольська (радіальна).
  - Охотний ряд.
  - Київська (радіальна).
  - Динамо.
- Комплекс будівель Тріумфальної площі, включаючи Концертний зал імені Чайковського, готель «Пекін» і будівлю з кінотеатром «Москва».
- Будинок Аерофлоту (нереалізований проєкт, частково втілений в іншому творі Чечуліна — Білому домі).
- будівля Бібліотеки іноземної літератури.
- готель «Росія».
- будинок на Котельницькій набережній.
- Білий дім (Москва) (1979).
- Павільйон Московської, Рязанської і Тульської областей (№ 59 за сучасною нумерацією) на території ВСХВ — «міні» сталінська висотка.
- житловий будинок в Нескучному саді для керівників Генерального штабу Міністерства оборони і Комітету державної безпеки СРСР, Ленінський проспект, д. 16 — зразок унікальної сталінської архітектури ансамблю Ленінського проспекту (1940 рік, у співавторстві з архітектором О. Г. Мордвіновим).
- будівля радіобудинку в Пекіні, КНР.
- Міст Перемоги.
- Воронезька обласна клінічна лікарня (1940).